# Archisopha
Archisopha é um gênero de traça pertencente à família Cosmopterigidae.